# مارتا ال. کارتر
مارتا کارتر (به انگلیسی: Martha L. Carter), یک استاد دانشگاه و نویسنده، دارای مدرک دکترا از دانشگاه کیس وسترن رزرو است. او در موزه هنر کلیولند و دانشگاه ویسکانسین-مدیسن تدریس و سرپرستی کرده است. او آثار فراوانی در زمینه هنر و باستان‌شناسی هند، ایران و آسیای مرکزی از زمان اسکندر مقدونی تا دوران اسلامی منتشر کرده است.
از کتاب‌های منتشر شده می‌توان از هنرهای شرق هلنیزه شده: فلزات گرانبها و گوهرهای دوران پیش از اسلام در سال ۲۰۱۵ نام برد.
- میترا در نیلوفر آبی: مطالعه تصویری از خدای خورشید در بنای یادبود دوران کوشانی-ساسانیان چاپی شده در ۱۹۸۱ میلادی از دیگر آثار اوست.[۶]